# My Name
Pour l’article homonyme, voir My Name (série télévisée).
Albums de BoA
K-pop Selection
(2004) Best of Soul
(2005)
My Name est le 4e album coréen de BoA. La version internationale (vendue en Chine, Taiwan, Hong Kong et d'autres partie de l'Asie) contient 2 reprises ses chansons en chinois.
La chanson Spark est une reprise en coréen de Keep My Cool de Luis Fonsi.

## Liste des titres
Les singles sont en gras
1. My Name
2. Spark
3. I Got U
4. My Prayer (기도)
5. 완전한 날개 (One Wings-Embracing Each Other)
6. 두근두근 (Pit-A-Pat)
7. I Kiss
8. Don't Give a Damn (상관없어)
9. 그럴 수 있겠지...!? (Maybe... Maybe Not?)
10. Etude
11. 인사 (Good-Bye)
12. Feel Me
13. 바보같죠 (Stay in Love)
14. We (우리)(br)---
15. My Name (Chinese ver.)
16. My Prayer (Chinese ver.)
17. My Name MV (Clip)